# مميز (لوست)
«مميز» هي الحلقة الرابعة عشر من الموسم الأول من المسلسل التلفزيوني الدرامي الأمريكي لوست. الحلقة من إخراج جريج يايتانيس وكتبها ديفيد فيوري. تم بثها لأول مرة على ABC في الولايات المتحدة في 19 يناير 2005. ظهرت شخصيات مايكل داوسون (هارولد بيرينو) وابنه والت لويد (مالكولم ديفيد كيلي) في فلاشباك الحلقة.
تلقت حلقة «مميز» مراجعات إيجابية من النقاد، مع الثناء على علاقة مايكل بوالت وأداء بيرينو. شاهد الحلقة ما يقدر بـ 19.69 مليون مشاهد من المنزل.

## القصة

### الفلاشباك
مايكل وشريكته المحامية سوزان لويد (تمارا تايلور) لديهم ولد اسمه والت. عندما كان عمر والت بضعة أشهر فقط، حصلت سوزان على وظيفة في أمستردام وأخذت طفلها معها. بعد أشهر، اتصل مايكل بسوزان، وكشفت أنها بدأت علاقة مع رئيسها السابق، براين بورتر (ديفيد ستارزيك). يقول مايكل إنه قادم إلى أمستردام، ليس من أجل سوزان، ولكن لاستعادة ابنه. بعد أن أغلقت المكالمة، اندفع مايكل بعيدًا، لكنه دون أن ينظر خرج إلى منتصف الطريق واصطدمت به سيارة مسرعة. بينما كان مايكل في المستشفى يتعافى، تظهر سوزان وتقول إنها ستتزوج براين ويريد أن يتبنى والت ليكون ابنه الشرعي. لكن مايكل يرفض. تشكك سوزان في دوافعه، وتشير إلى أن مايكل يتمسك بمبادئه العنيدة بدلاً من حب ابنه.
بعد ثماني سنوات، يعيش بريان وسوزان ووالت في سيدني بأستراليا. ألمح والت إلى أن لديه نوعًا من القوة الخارقة للطبيعة على محيطه؛ عندما فتح أحد كتبه على صورة طائر محلي، وبعد ذلك بوقت قصير ضرب طائر حقيقي متطابق بشكل قاس نافذة قريبة. بعد فترة وجيزة، ماتت سوزان من شكل غير محدد من من اضطراب الدم. يأتي براين إلى نيويورك لإخبار مايكل بذلك، ويقول إن سوزان كانت تتمنى أن يتم منح مايكل حق الحضانة. سرعان ما رأى مايكل هذا الأمر، وأدرك أن بريان لا يهتم بوالت، بل كان يسعى فقط إلى حقوق الأب في الماضي لإرضاء سوزان. يعرض على مايكل تذاكر طائرة من وإلى سيدني، ويدعوه للحضور وأخذ والت. مايكل غاضب من أن بريان سيتخلى عن والت عن طيب خاطر، لكنه يرتبك عندما يقول بريان أن الصبي مختلف، و «تحدث أشياء عندما يكون في الجوار». ذهب مايكل بعد ذلك إلى منزل بريان في سيدني، حيث يأخذ والت وكلبه، فينسينت.

### على الجزيرة
في اليوم الـ26، 17 أكتوبر 2004، واجه مايكل داوسون منزعجًا والت لويد، الذي كان جون لوك (تيري أوكوين) يعلّمه كيفية رمي السكين، ويستعين بمساعدته في نفض الأجزاء من الحطام لبناء طوف. في اليوم التالي، أخبر والت والده أنه سيحصل على بعض الماء ويتجول مع كلبه فنسنت (ماديسون). اتهم مايكل في البداية لوك بالمساهمة في جنوح ابنه على الرغم من تحذيراته المتكررة، ولكن عندما رأى أن الصبي ليس مع لوك، قام الرجلان بتعقب والت في الغابة. يخاطر مايكل بحياته لإنقاذ والت من أحد الحيوانات المفترسة غير المتوقعة في الجزيرة، وهو دب قطبي، مما يساعد في المصالحة بين الاثنين. ثم أعطى مايكل والت صندوقًا خشبيًا يحتوي على جميع الرسائل التي كتبها إلى والت، والتي لم تسلمها له والدته أبدًا.
يستعيد تشارلي بيس (دومينيك موناغان) مذكرات كلير ليتلتون (إميلي دي رافين) من جيمس "سوير" فورد (جوش هولواي) بمساعدة كيت أوستن (إيفانجلين ليلي). بينما كان يعبث فيها، على أمل العثور على أي ذكر له في تأملاتها، قرأ وصفها لحلم عن «صخرة سوداء» يتوافق مع موقع على الخريطة التي سرقها سعيد جراح (نافين أندروز) من دانييل روسو (ميرا فورلان). يُظهر هذا للآخرين، معتقدًا أنه قد يكون دليلًا على مكان وجودها. ومع ذلك، أثناء البحث عن فينسنت، الذي اختفى بعد فترة وجيزة من هجوم الدب على والت، أصيب لوك وبون كارليل (إيان سومرهالدر) بالصدمة من الظهور المفاجئ لكلير، وهي تتعثر خارج الغابة.

## التطوير
«مميز» كتبها ديفيد فيوري وأخرجها جريج يايتانيس.  تعرض الحلقة شخصيات الأب والابن لمايكل ووالت في مشاهد الفلاش باك.  مالكولم ديفيد كيلي، الممثل الطفل الذي صور والت، ظهر في العديد من المشاريع السينمائية والتلفزيونية منذ صغره قبل أن يتلقى دعوة لـ لوست. بعد أسبوع من الاختبار، قيل لكيلي إنه فاز بالشخصية.  نظرًا لأنه كان يقترب من سن 12 عامًا عندما بدأ تمثيله، عرف مؤلف المسلسل المشارك دامون ليندلوف أن سن البلوغ سيكون مشكلة في النهاية وناقشها مع ج.ج. أبرامز أثناء تصوير الحلقة التجريبية. ذكر ليندلوف في عام 2014، «كان هناك حتمية لمالكولم. في الواقع، عند اختيار الممثل... كان نوعًا ما على أعتاب الازدهار، كنا في منطقة خطرة». بمجرد وصولهم إلى منتصف الموسم، قرر ليندلوف وكارلتون كيس حل المشكلة من خلال اختطاف والت في نهاية الموسم.
وصف ليندلوف قدرات والت بأنها «سحر أسطوري»، حيث كتب أنه «كان لديه هذا النوع من القدرات النفسية بطريقة من نوع ستيفن كينج. الطيور تحطم النوافذ، ونحن نطلق على الحلقة» مميزة"."  وفقًا للكاتب نيكي ستافورد، هناك حالتان تدلان على استدعاء والت للحيوانات - فهو يتسبب في أن يطير طائر في النافذة أثناء قراءة كتاب عن الطيور، ويجعل دبًا قطبيًا يهاجمه بعد قراءة قصص مصورة عن مثل هذا الدب.  تم تصوير الدب القطبي في الغالب من خلال الصور التي تم إنشاؤها بواسطة الكمبيوتر، مع استخدام رأس متحرك ومحرك للدمى يرتدون أذرع الدب في اللقطات القريبة.

## آراء النقاد
تم بث حلقة «مميز» لأول مرة في 19 يناير 2005 في الولايات المتحدة.  لقد شهدت انخفاضًا طفيفًا فقط عن حلقات الموسم ذات التصنيف العالي السابقة. حصل العرض الأول للحلقة على ما يقدر بـ 19.69 مليون مشاهد أمريكي،  واحتلت المركز الأول في وقتها. لقد حصلت على حصة تقييمات إجمالية قدرها 12.6/19، وفي الفئة الديمغرافية للبالغين، حصلت على حصة 7.9/21، لتحتل المرتبة السادسة بين البالغين الذين تتراوح أعمارهم بين 18 و 49 عامًا. 
استقبل النقاد حلقة «مميز» بشكل جيد. كريس كارابوت من IGN وصف الفلاش باك لمايكل بأنه «يؤلم القلب» وأشاد بـ «الأداء الرائع» لبيرينو في «التعبير عن الحزن الذي يشعر به مايكل.»  وقد صنف «مميز» بدرجة 7.8 من 10، في إشارة إلى أن الحلقة «جيدة». وصفتها كيرثانا راميسيتي من إنترتينمنت ويكلي بأنها أفضل حلقة منذ «رحلة» بسبب تطور شخصية مايكل. وقالت إن أحد مشاهدها المفضلة للموسم بأكمله هو «ربط مايكل ووالت بالحروف ورسم البطريق الذي احرقته الشمس. كان من المؤثر رؤية هذين الاثنين يترابطان أخيرًا كأب وابن بعد كل ما مروا به.» 
في عملها لعام 2006 إيجاد لوست: الدليل الغير رسمي، اعتبرت نيكي ستافورد ذكريات الحلقة «من أكثر الأحداث المؤلمة عاطفياً حتى الآن» بسبب الافتقار إلى السيطرة على ظروفه. كما أشادت بتوقيت موناغان الهزلي.  روبرت دوجيرتي، مؤلف كتاب دليل حلقات لوست للآخرين: الرواية الغير رسمية لعام 2008، صنفه على أنه «حلقة يجب مشاهدتها»، موضحًا أنه أعاد تعريف علاقة مايكل ووالت بالمشاهدين، وقدم «ألغازًا جديدة»، ومنحدر جيد.  بعد اختتام المسلسل في عام 2010، صنفت IGN «مميز» بالمرتبة 86 كأفضل حلقة من المسلسل، مشيرة إلى أنه بينما «لم يكن مايكل الشخصية الأكثر شعبية،» بيرينو قدّم «أداء رائع». وفي قائمة مماثلة، صنفت صحيفة لوس أنجلوس تايمز «مميز» في المرتبة 87، مع ملاحظة أن «اللحظات الرائعة» القليلة للحلقة شابتها «مؤثراتها الخاصة الرهيبة، والرهيبة جدا».

### إستشهاد
- Dougherty، Robert (2008). Lost Episode Guide for Others: An Unofficial Anthology. iUniverse. ISBN:9781440102899. مؤرشف من الأصل في 2021-05-29.
- Stafford، Nikki (2006). Finding Lost: The Unofficial Guide. Toronto: ECW Press. ISBN:1550227432.

## روابط خارجية
- «مميز» في ABC
- «مميز» على قاعدة بيانات الأفلام على الإنترنت